# Gazeta de Piracicaba
Gazeta de Piracicaba é um jornal brasileiro que circulou em Piracicaba no estado de São Paulo entre 1882 e 1935. Foi criado por Vitalino Ferraz do Amaral e era declaradamente republicano.
Em agosto de 2003 passou a circular em Piracicaba um jornal homônimo: Gazeta de Piracicaba, pertencente ao grupo RAC - Rede Anhanguera de Comunicação.